# Trespaderne
Trespaderne – gmina w Hiszpanii, w prowincji Burgos, w Kastylii i León, o powierzchni 36,81 km². W 2011 roku gmina liczyła 1025 mieszkańców.